# Catocala nymphaea
Catocala nymphaea és una espècie de papallona nocturna de la subfamília Erebinae i la família Erebidae.

## Distribució
Té una àmplia distribució i es troba a Espanya, França, Itàlia, Grècia, Còrsega, Sicília, Creta, nord d'Àfrica, Anatòlia, Afganistan i Caixmir, entre d'altres regions.

## Descripció
Fa 54-62 mm d'envergadura alar. Els adults volen de juliol a l'agost, depenent de la ubicació.

## Plantes nutrícies
Les larves alimenten de Quercus ilex.

## Subespècies
- Catocala nymphaea nymphaea
- Catocala nymphaea kabuli (O. Bang-Haas, 1927) (Afganistan)
- Catocala nymphaea kashmirica (Warren, 1913) (Caixmir)
- Catocala nymphaea parigilensis (Kardakoff, 1937)